# 마스다 미리
마스다 미리(益田 ミリ, 1969년 ~)는 일본의 삽화가이자 만화가, 수필가이다.

## 작품 목록

### 만화
- 수짱 시리즈
  - 《지금 이대로 괜찮은 걸까?》 (すーちゃん) ISBN 9788954621830
  - 《결혼하지 않아도 괜찮을까》 (結婚しなくていいですか。：すーちゃんの明日) ISBN 9788954619851
  - 《아무래도 싫은 사람》 (どうしても嫌いな人：すーちゃんの決心) ISBN 9791190582759
  - 《수짱의 연애》 (すーちゃんの恋) ISBN 9788954621854
  - 《나답게 살고 있습니다》 (わたしを支えるもの：すーちゃんの人生) ISBN 9791190582278
- 《마음이 풀리는 작은 여행》 (心がほどける小さな旅) 2014년 ISBN 9788996466970
- 사와무라 씨 댁 시리즈
  - 《평균 연령 60세 사와무라 씨 댁의 이런 하루》
  - 《평균 연령 60세 사와무라 씨 댁은 이제 개를 키우지 않는다》
  - 《평균 연령 60세 사와무라 씨 댁, 오랜만에 여행을 가다》
  - 《평균 연령 60세 사와무라 씨 댁에 밥이 슬슬 익어갑니다》
  - 《평균 연령 60세 사와무라 씨 댁의 행복한 수다》
- 《미치코 씨, 영어를 다시 시작하다: be동사에서 주저앉은 당신에게》 (心がほどける小さな旅) 2015년 ISBN 9791186195192
- 《차의 시간》 2017년 ISBN 9791186195994
- 《오늘의 인생》 2017년 ISBN 9791188451074
- 《오늘도 상처받았나요?》 (スナック キズツキ) 2021년 ISBN 9791190582544
- 《누구나의 일생》 (ツユクサナツコの一生) 2024년 ISBN 9791198289438
- 《행복은 누구나 가질 수 있다》 (ヒトミさんの恋) 2024년 ISBN 9791198289445

### 에세이
- 《잠깐 저기까지만, 혼자 여행하기 누군가와 여행하기》 (ちょっとそこまでひとり旅だれかと旅) 2014년 ISBN 9788954625272
- 《세계 방방곡곡 여행 일기》 (タイムトラベル世界あちこち旅日記) 2023년 ISBN 9791192025124